# تشیتشنیتسه
تشیتشنیتسه (به چکی: Číčenice) یک منطقهٔ مسکونی در جمهوری چک است که در ناحیه ستراکونیتسه واقع شده‌است. تشیتشنیتسه ۱۱٫۹۷ کیلومتر مربع مساحت و ۴۵۴ نفر جمعیت دارد و ۴۸۴ متر بالاتر از سطح دریا واقع شده‌است.